# Automne allemand
Guerre froide
L'automne allemand (en allemand : Deutscher Herbst) est une série d'événements en Allemagne en 1977, principalement à la fin de l'année, associés à l'enlèvement et au meurtre de l'industriel et ancien membre de la SS, Hanns Martin Schleyer, président de l'Association patronale allemande (BDA) et de la Fédération des industries allemandes (BDI), par la Fraction armée rouge (FRA), une organisation d'extrême gauche, ainsi que le détournement du vol Lufthansa 181 (connu en Allemagne sous le nom d'avion Landshut) par le Front populaire de libération de la Palestine (FPLP). 
Les pirates de l'air exigèrent la libération de dix membres de la Fraction armée rouge détenus à la prison de Stuttgart-Stammheim, plus deux compatriotes palestiniens détenus en Turquie et 15 millions de dollars en échange des otages. L'assassinat, le 7 avril 1977, de Siegfried Buback, le procureur général de l'Allemagne de l'Ouest, et l'enlèvement raté, puis le meurtre du banquier Jürgen Ponto le 30 juillet 1977, ont marqué le début de l'Automne allemand. Il s'achève le 18 octobre, avec la libération du Landshut, la mort des figures de proue de la première génération de la Fraction armée rouge dans leurs cellules de prison, et la mort de Schleyer.
L'expression Deutscher Herbst provient du film de 1978 Deutschland im Herbst (L'Allemagne en automne), un film omnibus allemand dont les segments couvraient l'atmosphère sociale à la fin de 1977, tout en offrant différentes perspectives critiques et arguments relatifs à la situation.

## Événements

### Meurtre de Siegfried Buback
Le 7 avril 1977, Siegfried Buback, le procureur général de l'Allemagne de l'Ouest, est tué par balles aux côtés de son chauffeur Wolfgang Göbel et d'un passager, l'officier de justice Georg Wurster, dans une embuscade alors qu'il se rend de son domicile à Neureut au Bundesgerichtshof à Karlsruhe.
Quatre membres de la FRA, Christian Klar, Knut Folkerts, Günter Sonnenberg et Brigitte Mohnhaupt sont officiellement inculpés et poursuivis en lien avec le meurtre de Buback. En 2007, les anciens membres de la FRA Peter-Jürgen Boock et Verena Becker affirment qu'un autre ancien membre de la FRA, Stefan Wisniewski, est celui qui a tué Buback.

### Enlèvement et meurtre de Jürgen Ponto
Le 30 juillet 1977, Jürgen Ponto, le patron de la Dresdner Bank, est tué par balles dans sa maison d'Oberursel lors d'un enlèvement qui tourne mal. Les personnes impliquées sont Brigitte Mohnhaupt, Christian Klar et Susanne Albrecht, la dernière étant la sœur de la filleule de Ponto.

### Enlèvement et meurtre de Hanns Martin Schleyer

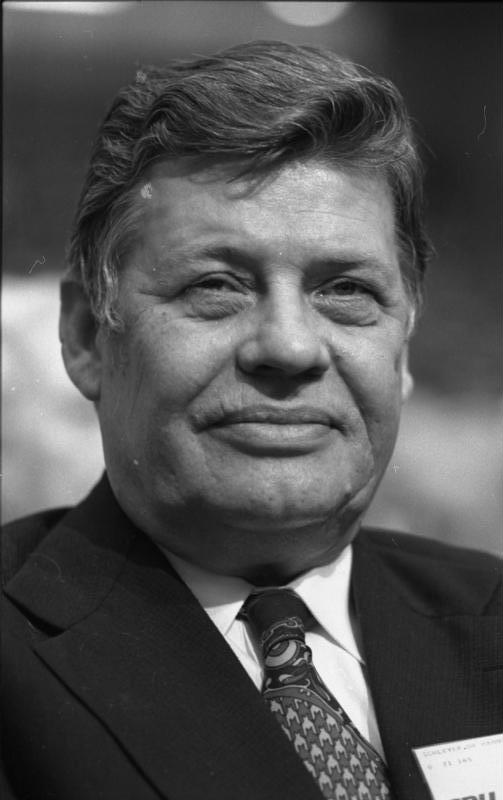
Hanns Martin Schleyer

Le 5 septembre 1977, une "unité commando" de la FRA attaque la voiture avec chauffeur transportant l'ancien SS Hanns Martin Schleyer, alors président de l'association des employeurs allemands, à Cologne. Son chauffeur, Heinz Marcisz, 41 ans, est contraint de freiner lorsqu'un landau apparaît soudainement dans la rue devant eux. Le véhicule d'escorte de la police derrière eux ne peut pas s'arrêter à temps et percute la voiture de Schleyer. 
Quatre (ou peut-être cinq) membres masqués de la FRA ouvrent le feu à l'arme automatique sur les deux véhicules, tuant Marcisz et un policier, Roland Pieler, 20 ans, assis à l'arrière de la voiture de Marcisz. Le conducteur et le passager du véhicule d'escorte de la police, Reinhold Brändle, 41 ans, et Helmut Ulmer, 24 ans, sont également tués. La grêle de balles produit plus de vingt blessures chez Brändle et Pieler. 
Schleyer est enlevé et retenu prisonnier dans un appartement loué dans un quartier résidentiel anonyme près de Cologne. Il est contraint de faire appel au gouvernement ouest-allemand de centre-gauche sous Helmut Schmidt pour que la « première génération » de membres de la FRA (alors emprisonnés) soit échangée contre lui. Les tentatives de la police pour localiser Schleyer s'avérent infructueuses. Le 18 octobre 1977, trois des membres de la FRA emprisonnés sont retrouvés morts dans leurs cellules. En réponse, Schleyer est emmené hors de Bruxelles et abattu en route vers Mulhouse, en France, où son corps est laissé dans le coffre d'une Audi 100 rue Charles Péguy. Les ravisseurs communiquent ensuite l'emplacement de l'Audi au bureau de la Deutsche Presse-Agentur à Stuttgart. Le corps de Schleyer est ainsi retrouvé le 19 octobre.

### Détournementde Landshut

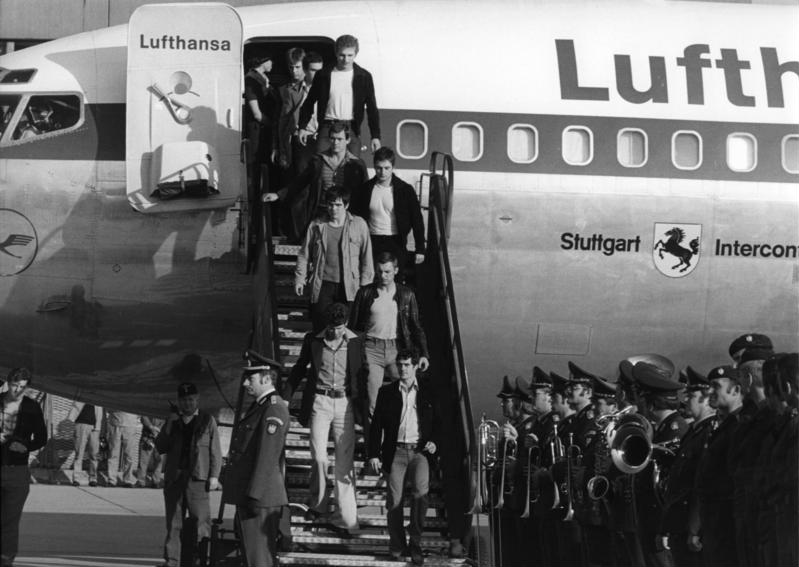
Stuttgart atterrit à l'aéroport de Cologne Bonn le 18 octobre 1977 avec l'équipe GSG 9 (vu) et des otages, photo de Ludwig Wegmann

Lorsqu'il devient clair que le gouvernement n'est pas disposé à accepter un nouvel échange de prisonniers, compte tenu de l'expérience de l'enlèvement de Peter Lorenz deux ans plus tôt, la FRA tente d'exercer une pression supplémentaire en détournant le vol 181 de la Lufthansa le 13 octobre 1977 avec l'aide des forces amies du Front populaire de libération de la Palestine (FPLP). Après une longue odyssée à travers la péninsule arabique et le meurtre du pilote Jürgen Schumann, les pirates de l'air et leurs otages atterrissent à Mogadiscio, la capitale de la Somalie.
Après des négociations politiques avec le dirigeant somalien Siad Barre, le gouvernement ouest-allemand obtient l'autorisation d'attaquer le Lufthansa 181. Cela est effectué le 18 octobre par le groupe d'intervention GSG 9, formé après la crise des otages des Jeux olympiques de Munich en 1972. Seuls un membre du GSG 9 et un agent de bord sont blessés ; parmi les membres du commando, seule Souhaila Andrawes survit.
La même nuit, trois des membres de la FRA emprisonnés - Gudrun Ensslin, Jan-Carl Raspe et Andreas Baader sont retrouvés morts dans leurs cellules.
L'enquête officielle sur la mort des membres de la RAF emprisonnés conclut qu'ils se sont suicidés : Baader et Raspe auraient utilisé des armes de poing qui auraient été introduites clandestinement dans la prison de Stammheim par leur avocat Arndt Müller, Ensslin se serait pendu. Irmgard Möller, qui est emprisonnée avec eux, survit à quatre coups de couteau dans la poitrine, qu'elle s'est elle-même infligée. Elle affirme que les "suicides" sont en fait des exécutions extrajudiciaires. Le 12 novembre 1977, Ingrid Schubert est retrouvée pendue dans sa cellule.

## Réactions

### Clivages politiques
Les partis politiques allemands sont également entrés dans de violents affrontements pendant l'automne allemand. La coalition, a accusé l'opposition de surréactions hystériques et de saisir l'opportunité de transformer un peu la République fédérale en un État policier.

### Accords de partis
L'administration Schmidt convoque le Großer Krisenstab (Conseil de la Grande Crise), un conseil informel formé au début de l'enlèvement de Schleyer, qui contient des membres de tous les partis du Bundestag et plusieurs ministres-présidents d'États allemands. L'historien Wolfgang Kraushaar compare sa règle de 45 jours à un "état d'urgence non déclaré". L'un des résultats de la collaboration entre les partis est le Kontaktsperre, une loi qui dispose que les prisonniers de la FRA n'ont pas accès aux journaux, à la télévision ou à la radio, et ne peuvent pas être visités par leur famille ou leurs avocats.